# ガボレイ・シディベ
ガボレイ・シディベ（Gabourey Sidibe、1983年5月6日 - ）は、アメリカ合衆国の女優。これまでアカデミー主演女優賞にノミネートされた8番目の黒人女優である。

## 来歴
ニューヨーク市ブルックリン出身。父親はセネガル出身のタクシー運転手、母親はアメリカズ・ゴット・タレントの第5シーズンに登場した歌手アリス・タン・リドリー。
ハーレムで育ち、決して裕福な生活ではなかった。高校卒業後はニューヨーク市立大学シティカレッジ、マーシー大学（心理学専攻）へ入学し、受付の仕事をしながら大学に通っていたころに『プレシャス』のオーディションを受け、見事に役を獲得。同作が彼女のデビュー作となった。もともとは演技志望ではなかった上に当時25歳であったが、16歳の高校生で父親の子を身ごもり、モニーク演じる屈折した母親から虐待を受ける主人公の黒人少女プレシャスを見事に演じ切り、同年のゴールデングローブ賞、アカデミー主演女優賞などにノミネートされた。大型新人女優として一躍スターダムにのし上がった後も、人気テレビ番組『サタデー・ナイト・ライブ』のゲスト司会者を務めたり、オリヴァー・プラット、ローラ・リニーら出演のテレビドラマ『Big C』へ出演したりしている。『プレシャス』出演がきっかけで母親役で共演したモニークやプロデューサーを務めたオプラ・ウィンフリーらがホストを務めるテレビ番組へもゲスト出演している。
2010年4月には同映画のプロモーションのために初来日を果たし、六本木にある映画館で行われた試写会に出席している。

## トリビア
- 実の母親であるアリス・タン・リドリーも2005年に製作されたグレン・クローズ、ジェームズ・マースデン、イザベラ・ロッセリーニら出演の『Heights』（原題）に歌手役で出演している[5]。
- 人気歌手グループインシンクの大ファンでも知られており、10代の頃から行っていたコンサートの数を合わせると23にも及ぶらしい。
- アカデミー賞授賞式にはエスコート役にジャスティン・ティンバーレイクを希望していたが[6]、結局母親のアリスと出席した。

## 主な出演作品

### 映画
- プレシャス Precious (2009)
- Yelling to the Sky (2010)
- ペントハウス Tower Heist (2011)
- セブン・サイコパス Seven Psychopaths (2013)
- ブリザード 凍える秘密 White Bird in a Blizzard (2014)
- トップ・ファイブ Top Five (2014)
- アンテベラム Antebellum (2020)

### テレビドラマ
- キャシーのbig C－いま私にできること－ Big C (2010 - 2013)
- アメリカン・ホラー・ストーリー American Horror Story (2013 - 2014)
- Empire 成功の代償 Empire (2015 - )

### テレビ番組
- オプラ・ウィンフリー・ショー The Oprah Winfrey Show (2009)
- モニーク・ショー The Mo'Nique Show (2009)
- サタデー・ナイト・ライブ Saturday Night Live (2010)

## 参照
1. ↑  Williams, Kam (2009年11月10日). “Gabby Sidibe "Precious" Interview with Kam Williams”. NewsBlaze 2009年11月10日閲覧。
2. ↑  Stated on the w:Late Show with David Letterman, November 9, 2009
3. ↑  “Gabourey Sidibe to Host Saturday Night Livepublisher=People”. (2010年4月1日) 2012年7月11日閲覧。
4. ↑  “大抜擢デビュー作で、まさかのアカデミー賞ノミネート！『プレシャス』主演女優来日” (2010年4月7日). 2012年7月11日閲覧。
5. ↑  https://www.imdb.com/name/nm1792542/
6. ↑  “Gabourey Sidibe to Justin Timberlake: Be My Oscar Date!”. People. (2010年2月3日) 2012年7月11日閲覧。